# Aporophyla corticosa
Aporophyla corticosa är en fjärilsart som beskrevs av Lederer 1857. Aporophyla corticosa ingår i släktet Aporophyla och familjen nattflyn. Inga underarter finns listade i Catalogue of Life.